# 皮斯基-里奇齊基
51°46′34″N 24°39′30″E / 51.77611°N 24.65833°E
皮斯基-里奇齊基（烏克蘭語：Піски-Річицькі）是烏克蘭的村落，位於該國西部沃倫州，由科韋利區負責管轄，面積0.8平方公里，2001年人口554，人口密度每平方公里694.24人。